# AC-10
La AC-10 es una autovía urbana conocida como Túnel Eirís en el tramo estatal del Ministerio de Transportes, Movilidad y Agenda Urbana que tiene una longitud de 2,9 kilómetros y que conecta el puerto de Oza con la AC-11 (Avenida de Alfonso Molina, antiguamente conocida como Lavedra) en La Coruña, y con la AC-12 (tramo: Puerto de La Coruña-O Carballo).
Originalmente este acceso estaba planificado para ser el núcleo de la zona sureste-sur de La Coruña, para formar el tráfico de los barrios Los Castros, Castrillón, Monelos, Barrio de Las Flores, Eirís y Matogrande. Comienza en el puerto de Oza y termina en la AC-11. Más allá de se encuentran los polígonos industriales como La Grela-Bens y Pocomaco, Vioño, San Cristóbal de las Viñas, siguiendo hasta la carretera de Arteijo.
El tramo estatal mide unos 1,67 kilómetros de distancia, entre el puerto de Oza y la boca oeste del túnel de Eirís y el tramo municipal mide unos 0,93 kilómetros de distancia, entre la boca oeste del túnel de Eirís y el nudo de Puente de la Piedra con la AC-11. En el tramo inicial empieza el viaducto elevado sobre el paso ferroviario que va al puerto de La Coruña y otro a la línea de la costa. Se construyeron en el año 1999 junto con el paso superior de Las Jubias de la AC-12 por las obras de la ampliación y mejora de capacidad de la misma AC-12. El túnel de Eirís se pusieron en servicio en el año 2007. Y el tramo de en medio hasta el tramo final, es la Ronda Camilo José Cela, que llegará hasta el nudo de Puente de la Piedra y la Avenida de San Cristóbal.

## Tramos
| Denominación | Tramo | Kilómetros | Año servicio                                                   |
| ------------ | --- | ---------- | -------------------------------------------------------------- |
| AC-10        | Viaducto de Oza Tramo: Puerto de Oza - AC-012 Nudo de Casablanca                                                                                     | 0,4        | 1999                                                           |
| AC-10        | Túnel de Eirís Tramo: AC-012 Nudo de Casablanca - Ronda Camilo José Cela                                                                             | 1,3        | 2007                                                           |
| AC-10        | Ronda Camilo José Cela Tramo original: Túnel de Eirís - Rotonda de Matogrande Tramo ampliado (sentido Oeste): Túnel de Eirís - Rotonda de Matogrande | 0,3 0,3    | 2 carriles por sentido: 1967 3 carriles de único sentido: 2007 |
| AC-10        | Nudo de Puente de la Piedra Tramo: Rotonda de Matogrande - AC-11 Avenida de San Cristóbal                                                            | 0,6        | 1987                                                           |

## Trazado
| Velocidad | Esquema | Salida | Sentido Avenida de San Cristóbal                                            | Carriles | Sentido Puerto de Oza                                                                                               | Carretera                | Notas |
| --------- | ------- | ------ | --------------------------------------------------------------------------- | -------- | --- | ------------------------ | ----- |
|           |         |        | Inicio del Túnel de Eirís AC-10 Procede de: Puerto de Oza                   |          | Fin del Túnel de Eirís AC-10 Incorporación final: Puerto de Oza Dirección final: puerto instalaciones pesqueras Oza |                          |       |
|           |         |        | Viaducto As Xubias 350 metros                                               |          | Viaducto As Xubias 350 metros                                                                                       |                          |       |
|           |         |        | Madrid                                                                      |          | | AC-12 AC-012             |       |
|           |         |        | Sin enlaces                                                                 |          | Sin enlaces |                          |       |
|           |         |        |                                                                             |          | Madrid | AC-12 AC-012             |       |
|           |         |        | Túnel Eiris 400 metros                                                      |          | Túnel Eiris 400 metros                                                                                              |                          |       |
|           |         |        | Aproximación                                                                |          | Eirís Santiago de Compostela avenida de Monelos                                                                     | N-550                    |       |
|           |         |        | Atención: cruce con semáforos                                               |          | Atención: cruce con semáforos Cruce a la derecha tras los semáforos: calle Sebastián Martínez Risco                 |                          |       |
|           |         |        | Atención: cruce con semáforos                                               |          | Atención: cruce con semáforos                                                                                       |                          |       |
|           |         |        |                                                                             |          | calle María Puga Cerdido                                                                                            |                          |       |
|           |         |        | Direcciones: avenida Salvador de Madariaga calle Juan Díaz Porlier          |          | Direcciones: avenida Salvador de Madariaga calle Juan Díaz Porlier                                                  |                          |       |
|           |         |        | centro ciudad avenida Alfonso Molina Lugo - Santiago de Compostela - Ferrol |          | Lugo - Santiago de Compostela - Ferrol                                                                              | AC-11 AC-12 N-6 E-1 AP-9 |       |
|           |         |        | Madrid                                                                      |          | | AC-14 A-6                |       |
|           |         |        | avenida de Arteijo AG-55 AC-552 La Grela-Bens                               |          | Inicio del Túnel de Eirís AC-10                                                                                     |                          |       |